# Comunitat de comunes Cœur d'Estuaire
La Comunitat de comunes Cœur d'Estuaire és una antiga estructura intercomunal francesa, situada al departament del Loira Atlàntic a la regió País del Loira però a la Bretanya històrica. Tingué una extensió de 96,32 kilòmetres quadrats i una població d'11.444 habitants (2010). Va desaparèixer el 31 de desembre de 2016.

## Composició
Agrupava 3 comunes :
1. Saint-Étienne-de-Montluc
2. Cordemais
3. Le Temple-de-Bretagne